# Борисов, Виталий Юрьевич
Виталий Юрьевич Борисов (азерб. Vitaliy Yuryeviç Borisov; 5 июля 1982, Баку, Азербайджанская ССР, СССР) — азербайджанский тренер и бывший футболист. Основная специализация — мини-футбол, играет также в пляжный футбол.
Нападающий нахичеванского мини-футбольного клуба «Араз» а также сборных Азербайджана по мини и пляжному футболу.
Главный тренер сборной Азербайджана по мини-футболу (с 16 июня 2023).

## Клубная карьера
Большую часть своей карьеры мини-футболиста провёл в составе многократного чемпиона Азербайджана, клуба МФК «Араз» из города Нахичевань.
Имеет также легионерский опыт выступления за самый титулованный российский мини-футбольный клуб — «МФК Дина» (Москва). В декабре 2007 года подписал полугодовой контракт, по которому на правах аренды выступал в составе столичного клуба.
9 февраля 2008 года забил свой первый мяч за «Дину» в официальных матчах. Он отличился во встрече XVI тура чемпионата России против «Динамо» СПб, в котором его команда победила со счетом 3:0.
В апреле 2008 года принял участие в съёмках документального фильма, посвященного команде «Дина».
| № | Клуб                  | Страна                        | Период                |
| - | --------------------- | ----------------------------- | --------------------- |
| 1 | МФК Англойл (Баку)    | Флаг Азербайджана (1991—2013) | 01.01.2000—25.06.2000 |
| 2 | МФК Трибут (Баку)     | Флаг Азербайджана (1991—2013) | 25.07.2000—25.06.2002 |
| 3 | Адлийя (Баку)         | Флаг Азербайджана (1991—2013) | 05.01.2003—05.01.2004 |
| 4 | МФК Араз (Нахичевань) | Флаг Азербайджана (1991—2013) | 20.01.2004—25.06.2004 |
| 5 | МФК Асфарма (Баку)    | Флаг Азербайджана (1991—2013) | 15.08.2004—15.07.2005 |
| 6 | МФК Араз (Нахичевань) | Флаг Азербайджана (1991—2013) | 25.07.2005—05.01.2008 |
| 7 | МФК Дина (Москва)     | Флаг России                   | 10.01.2008-15.06.2009 |
| 8 | МФК Араз (Нахичевань) | Флаг Азербайджана             | 25.07.2009 — н. в.    |

## Достижения

### В клубах

#### Чемпионат
- 2000 год — бронзовый призёр чемпионата Азербайджана в составе клуба МФК «Англойл».
- 2001 год — серебряный призёр чемпионата Азербайджана в составе клуба МФК «Трибут».
- 2002 год — победитель чемпионата Азербайджана в составе клуба МФК «Трибут».
- 2004 год — победитель чемпионата Азербайджана в составе клуба МФК «Араз».
- 2005 год — бронзовый призёр чемпионата Азербайджана в составе клуба МФК «Асфарма».
- 2006 год — победитель чемпионата Азербайджана в составе клуба МФК «Араз».
- 2007 год — победитель чемпионата Азербайджана в составе клуба МФК «Араз».

#### Кубок
- 2004 год — победитель Кубка Азербайджана в составе клуба МФК «Араз».
- 2006 год — победитель Кубка Азербайджана в составе клуба МФК «Араз».
- 2007 год — победитель Кубка Азербайджана в составе клуба МФК «Араз»[8].

### В сборной

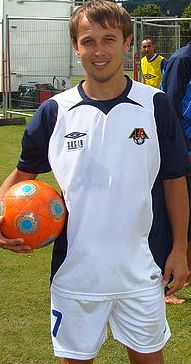

Занял первое место в составе Сборной Азербайджана по пляжному футболу на играх отборочного раунда чемпионата Европы, прошедших в английском городе Майнхилд, получив тем самым право принять участие в финале чемпионата Европы в Португалии.
2008 год — в составе сборной Азербайджана стал победителем «Турнира Четырёх», проходившем в январе в Баку. В финальном матче, в котором хозяева поля одолели сборную Казахстана со счетом 4—3, Виталий Борисов отметился дублем.
28 февраля 2008 года отметился дублем во время отборочного группового матча чемпионата мира 2008 между командами Азербайджана и Армении.
В рамках отборочного этапа чемпионата мира по футзалу 29 февраля 2008 года между командами Финляндии и Азербайджана Виталий Борисов получил красную карточку, за что был дисквалифицирован на 1 игру по решению Дисциплинарного Комитета УЕФА и пропустил игру против сборной Чехии в последнем туре отборочного этапа.

## Тренерская карьера
С 2021 по 2022 год он работал помощником тренера в спортивном клубе "Нефтчи".
5 июня 2023 года Борисов был назначен главным тренером футзального клуба "Араз". 16 июня он также был назначен главным тренером национальной сборной Азербайджана по мини-футболу.